# Ammoxenus pentheri
Ammoxenus pentheri is een spinnensoort uit de bodemjachtspinnen (Gnaphosidae). De soort komt voor in Botswana en Zuid-Afrika.